# A koreai doramagyártás története

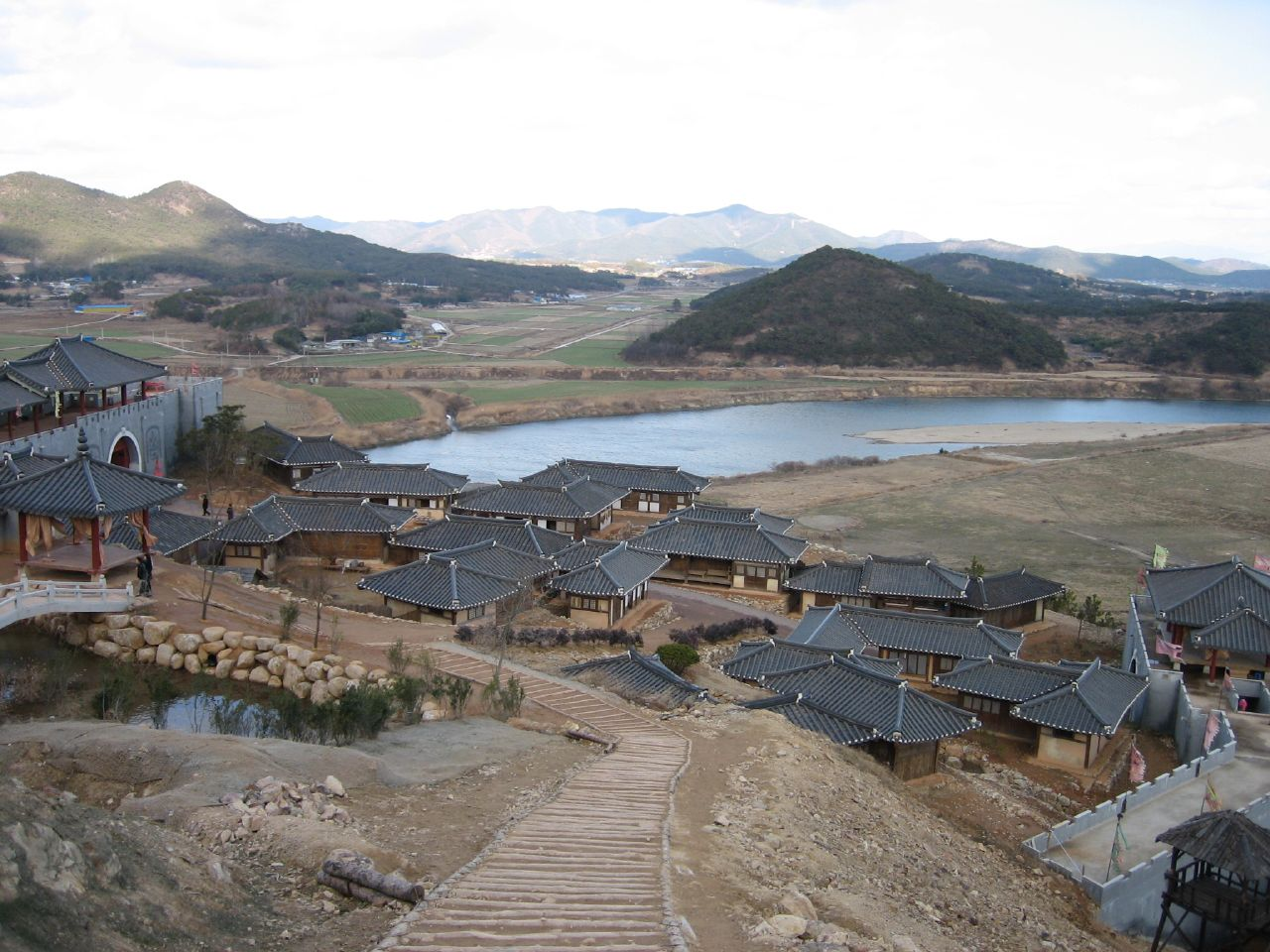
Az MBC Dramia, ahol az MBC csatorna történelmi sorozatait forgatják

A koreai doramák gyártása az 1960-as években kezdődött meg, a mai értelemben vett „trendi” doramákat pedig az 1990-es években kezdték el gyártani. Az első televíziós sorozatot az állami KBS csatorna tűzte műsorra 1962-ben. A közszolgálati televízió kereskedelmi vetélytársa, a TBC agresszívabb műsorpolitikát folytatott és igen megosztó televíziós sorozatokat is gyártott. Az első történelmi televíziós sorozat, azaz szaguk (sageuk), a Kuktho malli (Gukto manri), mely a Kogurjo (Goguryeo) királyság idejében játszódott. 
Az 1970-es években a televíziókészülékek terjedésével a tévésorozatok száma is megnőtt, a 60-as évek trendjével ellentétben a drámai történelmi személyek helyébe nemzeti hősöket tettek, mint például I Szunsin (Lee Sun-shin) vagy Szedzsong (Sejong) király. A kortárs sorozatok esetében leginkább az egyéni szenvedésekre koncentráltak.
Az 1980-as évek drámai fordulatot hoztak a televíziózásba. A modern drámák egy részével jobbára nosztalgiát próbáltak ébreszteni a gyorsan urbanizálódó országban a vidéki élet iránt. A korszak meghatározó sorozataként tartják számon az MBC-n 1987-ben vetített Love and Ambitiont. A kor legkiemelkedőbb szaguk (sageuk) klasszikusa a Csoszonvangdzso 500 njon (Joseonwangjo 500 nyeon) („Csoszon ötszáz éve”) című sorozat volt.
Az 1990-es évek újabb fordulatot jelentett a koreai sorozatgyártás számára; megjelent a piacon egy új kereskedelmi televízió, az SBS. Az első igazi kasszasiker koreai tévésorozat az Eyes of Dawn volt, amelyet 1991-ben tűzött műsorra az MBC. A sorozat nehéz és zavaros időkön keresztül követi a főszereplőket a japán megszállástól a koreai háborúig. Az egyik legnagyobb sikert az SBS Sandglass című „trendi doramája” aratta 1995-ben, mely új doramaformátumot vezetett be Koreában, a „trendi doramát”. A 90-es években indult meg a koreai sorozatok intenzív exportja, főképp ázsiai országokba, elindítva a koreai hullámot.
A koreai doramák számára a nemzetközi áttörést a 2002-ben vetített Winter Sonata jelentette. Ebben az időszakban született meg a „fúziós szaguk (sageuk)” műfaja, ami megváltoztatta a történelmi sorozatok műfaját Koreában, olyan művekkel, mint a Ho Dzsun, a Tamo (Damo) vagy A palota ékköve. A digitális korszakba lépés, a videomegosztó felületek és a közösségi oldalak elterjedése nagyban hozzájárult a koreai sorozatok növekvő nemzetközi népszerűségéhez.

## A doramagyártás évtizedek szerint
Bár a mai értelemben vett „trendi” doramákat az 1990-es években kezdték el gyártani, a technológia fejlődésnek, a kereskedelmi televíziótársaságok megjelenését követő versenyhelyzetnek és a cenzúra lazulásának köszönhető szemléletváltás következtében, televíziós sorozatokat korábban is forgattak Dél-Koreában.
A televíziózás kezdete előtt rádiósorozatokat hallgatott a koreai közönség. A rádiózás 1927-ben kezdődött, a japán megszállás idején. Az adás kevesebb mint 30%-a volt ekkor koreai nyelvű, a szórakoztató programok, beleértve a rádiódrámákat is, a műsorok 30%-át tették ki.
A televíziózás kezdete az országban a HLKZ-TV kísérleti csatorna 1956-os indulásához köthető, ami azonban nem sokkal később megszűnt egy tűz következtében. 1961-ben elindult az első, nemzeti televíziócsatorna, a KBS. A legelső tévéfilm a HLKZ-TV nevéhez fűződik, a 15 perces The Gate of Heaven (Cshongugi mun (Cheonhuhui mun), 천국의 문).

### 1960-as évek
Az 1960-as években a televíziózás elindulásával születtek az első televíziós sorozatok Dél-Koreában, melyek gyártását elősegítette az első két kereskedelmi csatorna, a TBC és az MBC alapítása. A sorozatok ebben az időszakban a kormány kiszolgálását és „oktató” funkciót töltöttek be. A technológia fejletlen volt, nem állt a társaságok rendelkezésére rögzítés és visszajátszás lehetősége, így a sorozatokat élőben közvetítették.
A Korean Drama Festival Organisation adatai szerint az első koreai dorama a KBS csatornán a The Friday Stage (Kumjo kukcsang (Geumyo Gukjang), 금요극장) címet viselte. Az állami Korean Culture and Information Service (KOCIS) információja szerint viszont a KBS első televíziós sorozata a Backstreet of Seoul (Szouli tütkolmok (Seoul-ui duitgolmok), 서울의 뒷골목) volt 1962-ben, mely leginkább a városi lét problémáit boncolgatta és nem szórakoztatni kívánt. Más sorozatokat antikommunista propagandára vagy egyéb közcélú kampányra használt fel a kormány irányította csatorna. A közszolgálati televízió kereskedelmi vetélytársa, a TBC agresszívabb műsorpolitikát folytatott és igen megosztó televíziós sorozatokat is gyártott, például amelyek olyan érzékeny tabu témákkal foglalkoztak, mint a hűtlenség.
Ugyancsak 1962-ben került képernyőre a KBS csatornán az első történelmi televíziós sorozat, azaz szaguk (sageuk), a Kuktho malli (Gukto manri) (국토만리) Kim Dzsehjong (Kim Jae-hyeong) (김재형) rendezésében, mely a Kogurjo (Goguryeo) királyság idejében játszódott. Akárcsak a korszak filmjei esetében, a televízióban is leginkább a régmúlt korszakokról szóló történelmi adaptációk voltak népszerűek, leginkább a három királyság idején játszódóak.
A 60-as években a televíziókészülék jóformán csak a tehetősebbek számára állt rendelkezésre (1961-ben 13 000 készüléket adtak el), így a sorozatok sem jutottak el szélesebb közönséghez, a szórakoztatást a mozi dominálta, ahol szintén népszerűek voltak a különféle nemzeti hősöket vagy tragikus alakokat bemutató szaguk (sageuk)ok.

### 1970-es évek

A Szuszabandzsang (Susabanjang) főcíme a sorozat DVD-változatából

Az 1970-es években a televíziókészülékek terjedésével a tévésorozatok száma is megnőtt (1971-re több mint egymillió, 1979-re már hatmillió készüléket adtak el), és akárcsak a mozivásznon, itt is érezhető volt az országot vezető rezsim politikai ideológiája, melynek következtében a drámai történelmi személyek helyébe nemzeti hősöket tettek, mint például I Szunsin (Lee Sun-shin) vagy Szedzsong (Sejong) király. Az ekkor vetített szaguk (sageuk)ok jobbára legendákkal vegyítették a történelmet, és nem ragaszkodtak annyira a történelmi hűséghez, mint a 60-as évek történelmi sorozatai. Ennek fő oka az volt, hogy a megnövekedett kereslet miatt a napi epizódokkal vetített sorozatok forgatókönyvéhez átböngészni a handzsával (kínai írásjegyekkel) írt történelmi dokumentumokat szinte lehetetlen vállalkozás lett volna, valamint a legendákat könnyebb volt dramatizálni.
A kortárs sorozatok esetében leginkább az egyéni szenvedésekre koncentráltak, például a japán uralom vagy a koreai háború idejében játszódó művekkel, de a korabeli időszakban játszódóak is hasonló tematikájúak voltak. Ilyen volt például a TBC Assi (아씨) című sorozata 1970-ben, vagy a KBS 1972-es Joro (Yeoro) (여로) című sorozata is. Ebben az időszakban indult a hazai bűnügyekkel foglalkozó népszerű krimisorozat, a Starsky és Hutch-hoz hasonló Szuszabandzsang (Susabanjang) (수사반장, „A főfelügyelő”), mely egészen 1989-ig futott az MBC műsorán. A sorozat először csak a megélhetési bűnözéssel foglalkozott, majd később, ahogy a koreai társadalom változott, megjelentek a történetben a drogkereskedők, az emberrablók, a maffiózók is. Ugyancsak befolyásos alkotás volt Kim Szuhjon (Kim Soo-hyun) (김수현) Szeomma (Saeeomma) (새엄마 , „Mostoha”) című sorozata, melyet szintén az MBC csatorna vetített 1972–73-ban. Igen népszerűek lettek ebben az időben a szappanoperákhoz vagy teleregényekhez hasonló, napi epizódokkal jelentkező sorozatok, ezek azonban különböznek a nyugaton ismert műfajtól, általában egy évadosak és 5–12 hónapig futnak.
A sorozatokat főképp a középkorú nők kedvelték ebben az időszakban. A tévétársaságok ekkor maguk gyártották a sorozatokat, a rendezők, forgatókönyvírók, színészek vagy közvetlenül a társaság alkalmazottai voltak, vagy exkluzív szerződésben álltak vele. Technológia és pénz hiányában a koreai televíziók nem gyártottak olyan költséges műfajú sorozatokat, mint az akció vagy a sci-fi, ezen műfajokban jórészt külföldi (amerikai) sorozatok futottak a csatornákon, azonban főműsoridőben jórészt hazai műsorokat vetítettek.

### 1980-as évek

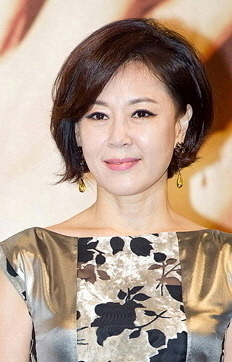
Csha Hvajon (Cha Hwa-yeon) (차화연), a népszerű Love and Ambition főszereplőnője 2012-ben

Az 1980-as évek drámai fordulatot hoztak a televíziózásba, ahogy a színes tévékészülékek is elérhetővé váltak. A modern drámák egy részével jobbára nosztalgiát próbáltak ébreszteni a gyorsan urbanizálódó országban a vidéki élet iránt, olyan sorozatokkal, mint a Pastoral Diary (MBC) vagy a Hill of the Rising Sun (KBS). A korszak meghatározó sorozataként tartják számon Kim Szuhjon (Kim Soo-hyun) forgatókönyvírónő első igazi áttörő sikerét, az MBC-n 1987-ben vetített Love and Ambitiont (Szaranggva jamang (Saranggwa yamang), 사랑과 야망), ami a nézők 78%-át ültette a képernyők elé, kiürítve ezzel az utcákat.
A televíziózásban megjelentek a reklámok, a hirdetők kedvenc felülete pedig a legnépszerűbb műsor, a tévésorozat lett. A növekvő anyagi lehetőségek megteremtették a tévésorozatok aranykorát. Műfajilag és témaválasztásban rendkívül változatos korszak volt a 80-as évek. Vígjátékok, gyerek- és tinisorozatok, művészi drámák, külföldi irodalmi művek adaptációi, abszurd komédiák, thrillerek, gengsztersorozatok váltották egymást, szinte teljesen kiszorítva a mozit, ahol az erotikus filmekkel próbálták meg visszacsábítani a nézőket.
A kor legkiemelkedőbb szaguk (sageuk) klasszikusa a Csoszonvangdzso 500 njon (Joseonwangjo 500 nyeon) (조선왕조500년, „Csoszon ötszáz éve”) című sorozat volt, mely nyolc évig futott, 11 különálló sorozattal, összesen mintegy 800 résszel és a Csoszon-kor történelmét mutatta be. A sorozat érdekessége, hogy teljes fikcionalizáció helyett a hivatalos Csoszon-kori feljegyzésekre hagyatkozott (ugyan egyes források szerint liberális módon) és gyakran vitatott, ellentmondásos témákat, eseményeket is bemutatott. A sorozatot a 2000-es évek egyik legnagyobb nemzetközi sikerét, A palota ékkövét is jegyző I Bjonghun (이병훈, Lee Byung Hoon) készítette. Ezzel szemben az állami KBS csatornán futó Keguk (Gaeguk) (개국, „Az alapítás”) című sorozat, amely Thedzso koreai király államalapítását mutatta be a Twitch Film szerint „teljesen úgy kezelte azt, ahogyan I Szonggje (Lee Seong-gye) magához ragadta a korjói (goryeói) trónt, mintha mennyei  manna lenne (több módon is Cson Duhvan (Jeon Du-hwan) 80-as évekbeli politikai hatalomra emelkedéséhez hasonlítva).”

### 1990-es évek

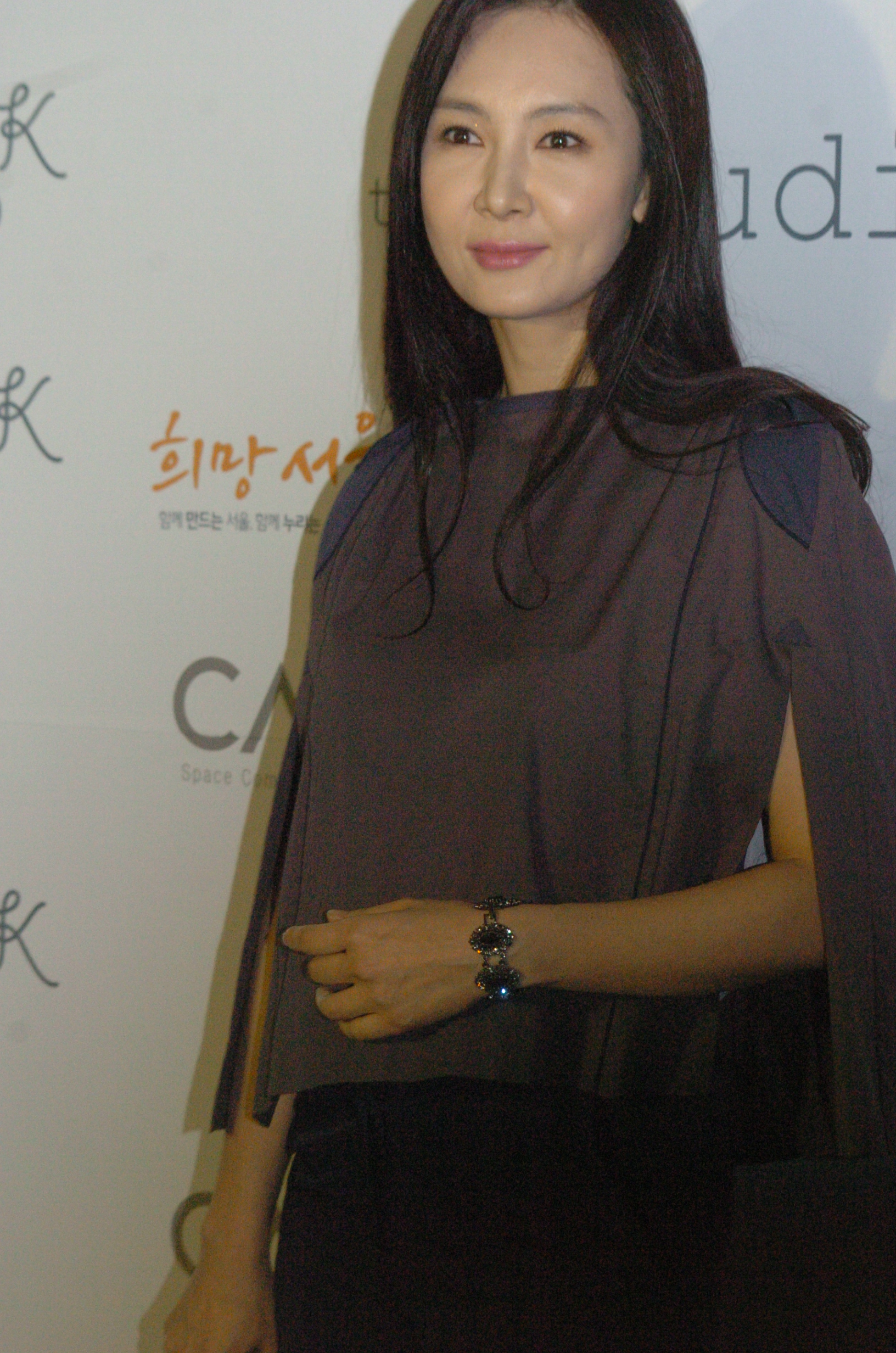
Cshe Sira (Chae Si-ra), az Eyes of Dawn főszereplőnője

Az 1990-es évek újabb fordulatot jelentett a koreai sorozatgyártás számára. A technológia fejlődésével új lehetőségek nyíltak, valamint 1990-ben megjelent a piacon egy új kereskedelmi televízió, az SBS, ami újra felszította a nézőkért folyó versengést a csatornák között. Egye több pénzt és kreatív energiát fektettek a producerek, rendezők és írók a szórakoztató műsorokba. 1992-ben megszűnt a szigorú cenzúra, ami megakadályozta a politikai és egyéb tabu témák ábrázolását a televízióban, így változatosabb forgatókönyvek születhettek. Egyes sorozatokhoz külföldön is forgattak, ami még színvonalasabbá tette a produkciókat. Az állami KBS csatornáról ebben az időszakban kerültek le az igen alacsony nézettségű „antikommunisa” tévésorozatok.
Az első igazi kasszasiker koreai tévésorozat az Eyes of Dawn (Jomjongi nundongdzsa (Yeomyeongui nundongja), 여명의 눈동자) volt, amelyet 1991-ben tűzött műsorra az MBC Cshe Sira (Chae Si-ra) (채시라) és Cshö Dzseszong (Choi Jae-seong) (최재성) főszereplésével. A sorozat nehéz és zavaros időkön keresztül követi a főszereplőket a japán megszállástól a koreai háborúig. Ez volt az első sorozat, amit Európába adtak el, a török TRT televízió vette meg. Mind a kritikusok, mind a nézők rendkívül pozitívan fogadták a nagy költségvetésű, részenként 200 millió vonból készült alkotást.
Az 1990-es évek közepétől egyre népszerűbbek lettek az úgynevezett trendi doramák, amelyek a látványra és a frappáns dialógusra helyezték a hangsúlyt. Az egyik legnépszerűbb az MBC-n futó Jealousy (Cshilthu (Jiltu), 질투, „Féltékenység”) volt, amely fiatal, trendi főszereplőivel, a városi élet realisztikus ábrázolásával jobban vonzotta a fiatal nézőket, mint a korábban főműsoridőben vetített melodrámák. A sorozat betétdala is sikert aratott a slágerlistákon, ezzel arra ösztönözve a producereket, hogy jobban összekapcsolják az egyéb termékeket a sorozatok marketingjében.
Az egyik legnagyobb sikert a legfiatalabb csatorna, az SBS Sandglass című sorozata aratta 1995-ben, mely a KOCIS szerint „átírta a koreai televíziózás történetét”. A sorozat a kvangdzsui (gwangjui) felkelés eseményei köré építi a szerelmi történetet és bemutatja, hogyan érzett a koreai nép a véres politikai eseményeket követően. A sorozat máig az egyik legnagyobb nézőszámú alkotás a koreai televíziózás történetében, 50,8%-os átlagnézettséggel. Ugyanakkor a történelmi sorozatok nézettsége zuhanni kezdett, ritka volt az olyan, amelyik elérte a 30%-os nézettséget.
Ebben az időszakban vált normává a koreai sorozatgyártásban a 12–24 részes „minisorozat” formátuma, ami lehetővé tette, hogy egy témára koncentráltabban fókuszáljanak és technikailag is javítsák a minőséget. Megnőtt a nagy költségvetésű doramák száma és egyre fontosabbá vált a sorozatok kereskedelmi és reklámértéke.
Ugyancsak a 90-es években indult meg a koreai sorozatok intenzív exportja, főképp ázsiai országokba. A Bécsi Egyetem kutatója szerint a koreai hullámnak nevezett jelenség a Star in My Heart című doramával indult útjára, melyet a kínai Phoenix TV kezdett el vetíteni 1997-ben. Egy szingapúri tanulmány szerint azonban a jelenség a What Is Love All About? című sorozatnak köszönhető, amelyet a szintén kínai CCTV vásárolt meg ugyanebben az évben.

### 2000-es évek

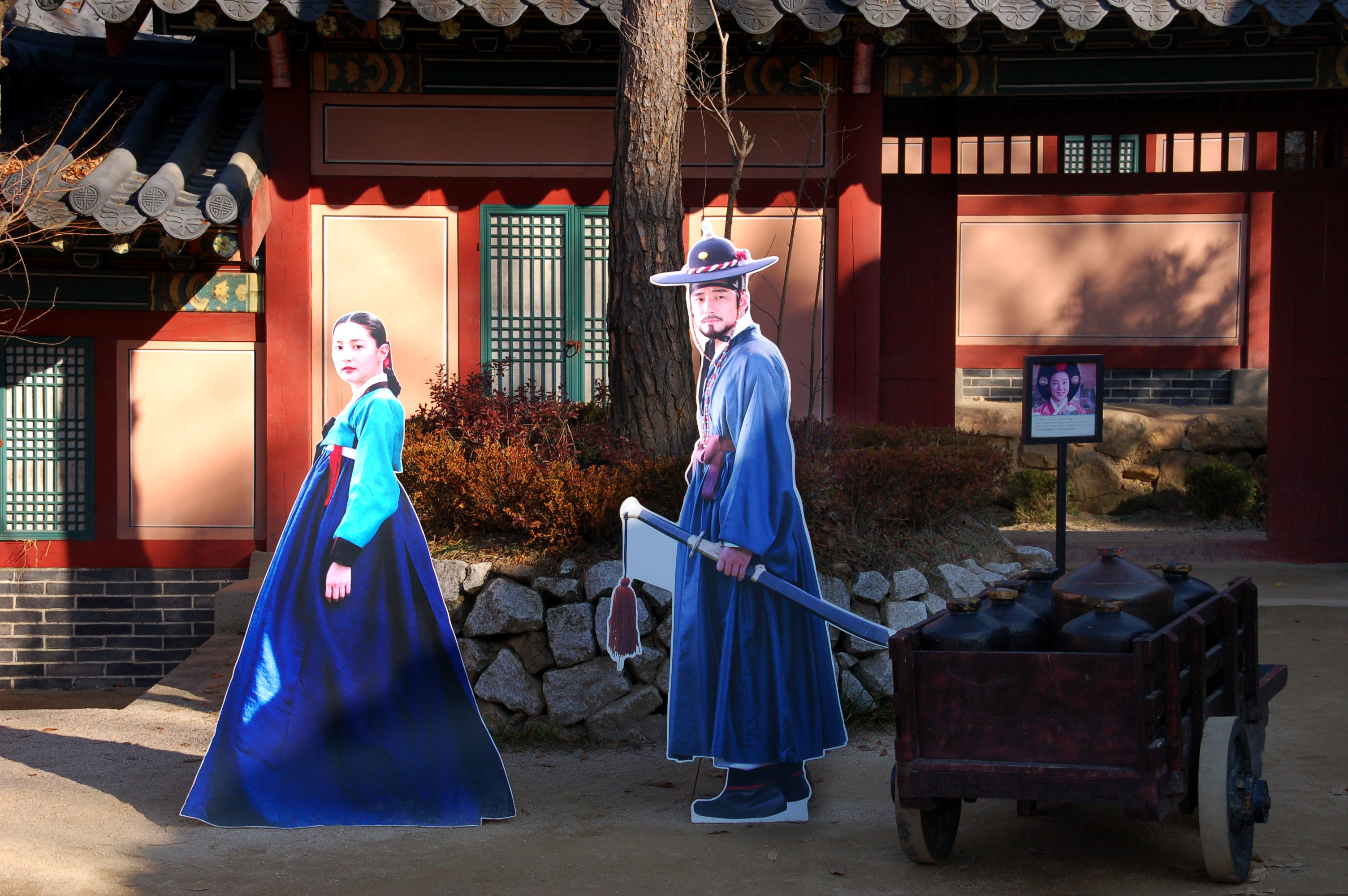
A palota ékköve díszleteiből szabadon látogatható élményparkot építettek Kjonggi (Gyeonggi) tartományban

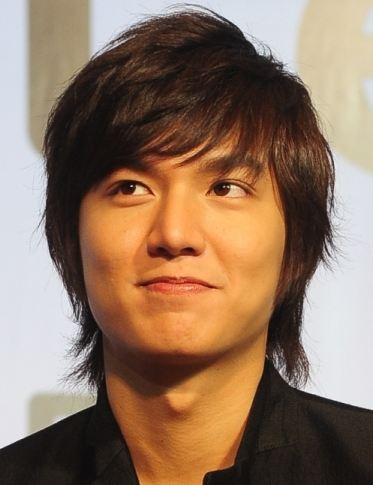
I Minho (Lee Minho) a Szépek és gazdagoknak köszönhetően vált szupersztárrá

A fiatal és szép színészeket alkalmazó trendi, rövid doramák özönével párhuzamosan csökkent az érdeklődés a hosszú, gyakran archaikus nyelvezetet használó, elavult hangvételű történelmi sorozatok iránt. A változás szükségességét ismét I Bjonghun (Lee Byeong-hun) fedezte fel elsőként, aki leszerződtette a fiatal és sikeres Cshö Vanggju (Choi Wan-gyu)t (최완규) a Ho Dzsun (허준) forgatókönyvének megírására. A sorozat nem száraz történelmi eseményekre, háborúkra fókuszált, hanem az emberekre, azon belül is a legendás Csoszon (Joseon)-kori királyi orvos személyére és az érzelmekre. Ezzel megszületett a „fúziós szaguk (sageuk)” műfaja, ami megváltoztatta a történelmi sorozatok műfaját Koreában. 2003-ban került képernyőre a Tamo (Damo) (다모), Ha Dzsivon (Ha Ji-won) főszereplésével, mely az első HD-ben forgatott koreai sorozat volt. Az alkotás egyesítette a trendi doramák irányvonalát a hongkongi akciófilmek wire-fu akciójeleneteivel, miközben fiktív történetet mesélt el egy valós történelmi korban. A történelmi sorozatok között igazán nagy nemzetközi sikert az ugyancsak I Bjonghun (Lee Byeong-hun)-rendezte 2003-as A palota ékköve aratott, amelyet 91 országban tűztek műsorra a televíziók (köztük Magyarország is), és mintegy 103,4 millió dolláros bevételt hozott az MBC-nek.
A koreai hullám számára az áttörést a 2002-ben vetített Winter Sonata hozta meg, amelyet Japánon kívül Tajvanon, Thaiföldön és a Fülöp-szigeteken is nagy sikerrel vetítettek. A koreai doramák úgynevezett „második hullámáért” a 2009-es Szépek és gazdagok című sorozat felelős. Utóbbi, és a hozzá hasonló többi sorozat a lazuló japánellenes politika hatásának köszönhetően születhetett meg. 1998-ban Kim Dedzsung (Kim Dae-jung) elnök a korábbi, japán kulturális termékek behozatalát tiltó rendelkezések fokozatos megszüntetését szorgalmazta. Ahogy a tiltás megszűnt, elérhetővé vált a producerek számára a könnyedebb és szórakoztatóbb, komikusabb irányvonalat képviselő japán vonal, ezzel színesebbé téve a kínálatot. A Szépek és gazdagok egy japán manga adaptációja, azonban koreai szokásokhoz híven a helyi jellegzetességekhez igazították a történetet.
A 2010-es évek egyik legsikeresebb doramaexportja a 2014-ben befejezett My Love from the Star, amely minden idők legdrágábban eladott koreai sorozata a kínai piacon. A Korea Times szerint a dorama „példa nélküli sikerére” Kínában az online terjesztés lehet a válasz, a különféle videomegosztó portálokon több százmilliószor töltötték le a részeket. A KOCIS szerint a digitális korszakba lépés, a videomegosztó felületek és a közösségi oldalak elterjedése nagyban hozzájárult a koreai sorozatok növekvő nemzetközi népszerűségéhez. Egyes sorozatokat a tévécsatornák maguk is megosztanak a YouTube felületén angol felirattal, de kifejezetten online terjesztése specializálódott oldalak is megjelentek, mint a DramaFever vagy a Viki, amelyek legálisan, szerződés alapján közlik le a koreai sorozatokat, többnyelvű felirattal.

### A streaming-korszak
A Netflix A 2010-es évek végén kezdett el befektetni eredeti koreai tartalmak gyártásába, az első saját gyártású televíziós sorozatuk A királyság titkai című zombisorozat volt 2019-ben. A platform 2021-ben bejelentette, hogy 500 millió dollárt fektet koreai tartalom készítésébe, miután több nagyobb sikert is elértek ezen a téren. A királyság titkai mellett globális sikert aratott például a Sweet Home című sorozat, melyet világszerte 22 millió háztartásban néztek. 2021 szeptemberében a Nyerd meg az életed lett az első koreai sorozat, melynek sikerült a Netflix heti tízes toplistáját vezetni globálisan, beleértve az Egyesült Államokat is. A koreai tartalmak globális sikerét látva más streamingplatformok, például a Disney+ és az Apple TV+ is elkezdték a saját koreai tartalmaikat fejleszteni.